# Estado de emergência nas Filipinas em 2006
As Filipinas ficaram sob estado de emergência, anunciado pelo porta-voz presidencial Ignacio Bunye, na manhã de 24 de fevereiro de 2006. Isso ocorreu depois que o governo alegou que frustrou uma suposta tentativa de golpe de Estado contra o governo da presidente Gloria Macapagal-Arroyo mais cedo naquele mesmo dia. Os serviços de segurança do Estado alegaram igualmente que haviam prendido um general que estava envolvido na tentativa de golpe.
O estado de emergência nacional conduziu também a uma suspensão temporária das aulas na educação de nível inferior e uma imediata revogação de todas as licenças e autorizações para realizar manifestações e protestos. O governo, informalmente conhecido como Malacañang, devido ao palácio presidencial, também suspendeu todas as atividades públicas no mesmo dia e até mesmo em dias seguintes. De acordo com as disposições da Constituição de 1987, o governo estava autorizado no momento a deter qualquer pessoa indefinidamente sem o privilégio do habeas corpus.
A presidente Arroyo assegurou aos filipinos que a situação estava sob controle e o estado de emergência não seria abusivo. 
Arroyo tinha justificado a declaração de estado de emergência com a sua afirmação de "perigo claro e presente para a nossa República que nós descobrimos e impedimos". Os críticos afirmaram que isso foi uma tentativa de Arroyo para tomar o poder político devido ao declínio de sua influência e popularidade, e outros traçaram semelhanças com as ações de seu predecessor, Ferdinand Marcos, quando este declarou a lei marcial em 1972.
Em 3 de março de 2006 (uma semana após a proclamação) a presidente levantou o estado de emergência.